# Mättenberg
Mättenberg – szczyt w Alpach Berneńskich, części Alp Zachodnich. Leży w Szwajcarii w kantonie Berno. Należy do głównego łańcucha Alp Berneńskich. Można go zdobyć ze schroniska Eiger-Ostegghütte (2320 m) lub Glecksteinhütte (2317 m).